# ابسیم
ابسیم (به لاتین: Abesim) در غنا است که در استان برونگ-آهافو واقع شده‌است.